# 4579 Puccini
4579 Puccini (1989 AT6) là một tiểu hành tinh vành đai chính được phát hiện ngày 11 tháng 1 năm 1989 bởi Freimut Börngen ở Tautenburg. Tênd after the composer of the same name.